# Donald Schaberg House
 Diseñada por el famoso arquitecto estadounidense Frank Lloyd Wright, la Casa Schaberg fue encargada en 1950 por Donald y Mary Lou Schaberg. Es un ejemplo del ahora famoso estilo usoniano de Wright. Está ubicada en Okemos, condado de Ingham, en el centro-sur de Michigan. 

## Historia

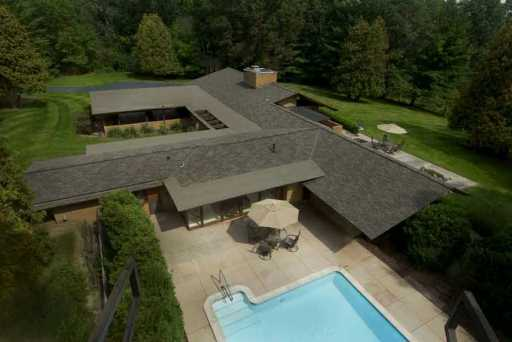
Vista aérea.

Según Thomas Heinz en su libro "La visión de Frank Lloyd Wright", Donald Schaberg trabajó en la industria de la madera en Lansing, Míchigan. Los Schabergs y la familia Edwards eran amigos, y cuando Edwards le encargó a Wright que les diseñara una casa (James Edwards House), y los Schaberg vieron el resultado, quedaron impresionados. Fue entonces cuando decidieron encargar a Wright el diseño de su propia casa.
Don y Mary Lou Schaberg visitaron a Wright en su casa para que pudiera entender mejor las necesidades de la joven pareja. Pasaron muchos meses y muchas notas recordatorias antes de que Wright enviara los planos para su nuevo hogar. Pero cuando llegaron valió la pena la espera. Como escribió Wright, "su paciencia será recompensada en este lado del cielo". 
Wright diseñó la casa en 1950 y los Schaberg la construyeron en 1957. Fue terminada en 1958. 
Los Schabergs encargaron a John Howe, mano derecha de Wright, diseñar un anexo a la casa que se terminó de construir en 1964. En 1968, el Sr. Schaberg diseñó y construyó una torre de 40 pies al lado de la casa. La piscina de la foto fue construida en 1973.